# Óriásszarvas
Az óriásszarvas (Megaloceros giganteus) az emlősök (Mammalia) osztályának párosujjú patások (Artiodactyla) rendjébe, ezen belül a szarvasfélék (Cervidae) családjába és a szarvasformák (Cervinae) alcsaládjába tartozó fosszilis faj.

## Leírása

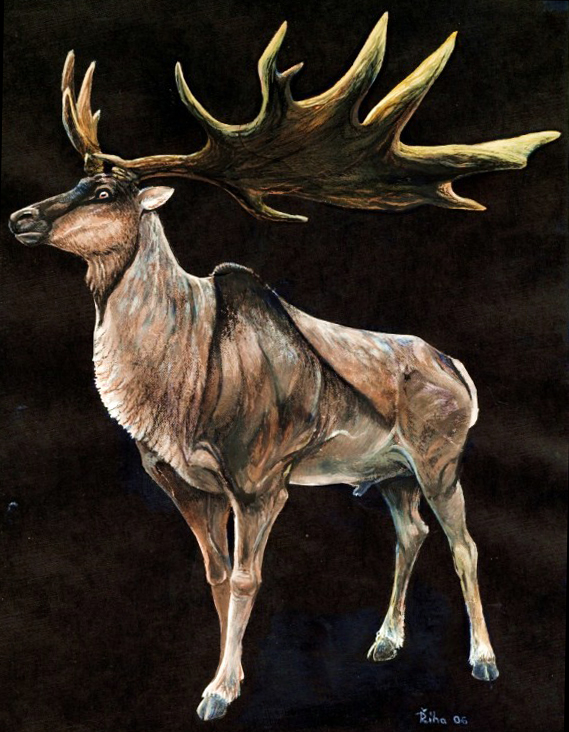
Az óriásszarvas rekonstrukciója

A pleisztocén során, mintegy 400 000 évvel ezelőtt jelent meg Eurázsiában, és az utolsó jégkorszak (Würm) végével tűnt el, radiokarbon kormeghatározással a legkésőbbi lelet kora 7700 évnek adódott.
Nemének a típusfaja.
A jégkorszaki embernek kortársa volt. Angolul „ír jávorszarvasnak” (Irish elk) is nevezik, mivel csontjai főleg írországi lápokból kerültek elő (ennek ellenére egész Európában előfordult). Hatalmas termetű szarvasféle lehetett: a marmagassága mintegy 2,1 méter volt, lapátos (inkább a jávorszarvaséra emlékeztető) agancsának terpesztése elérte a 3,65 métert, tömege pedig a 40 kg-ot, az állat tömege pedig átlagosan a 450–600 kg-ot, és akár a 700 kg-ot. A nyílt, füves térségeken élhetett és hatalmas agancsa miatt elkerülhette az erdőket, mivel fennakadhatott a fák ágaiban.
Pontos besorolása sokáig vitatott volt: a csontmaradványok alapján eleinte úgy gondolták, hogy legközelebbi rokona a gímszarvas (Cervus elaphus). A DNS-vizsgálatok eredményeképpen viszont eldőlt, hogy a legközelebbi élő rokona az európai dámvad (Dama dama).
Kihalásának okai vitatottak: egyesek szerint hatalmas méretű agancsaik okozhatták kipusztulásukat. Erre két magyarázatot dolgoztak ki:
- idővel az agancsok olyan hatalmas méretűek lettek, hogy akadályozták az egyedeket a mindennapi életvitelükben (tkp. a nemi szelekció „megszaladása”);
- az agancsok felépítéséhez sok kalciumra és foszfátokra volt szüksége, viszont az utolsó jégkorszak végével a megváltozott növényzet már nem tudta biztosítani a szükséges elemeket az agancsok felépítéséhez, így az állatokban csontritkulás (osteoporosis) alakult ki, mivel az agancsok felépítéséhez szükséges elemeket szervezetük a csontjaikból vonta ki.

Mások szerint őseink túlzott vadászata okozhatta a faj kihalását (erről bővebben: pleisztocén megafauna).

## Érdekességek

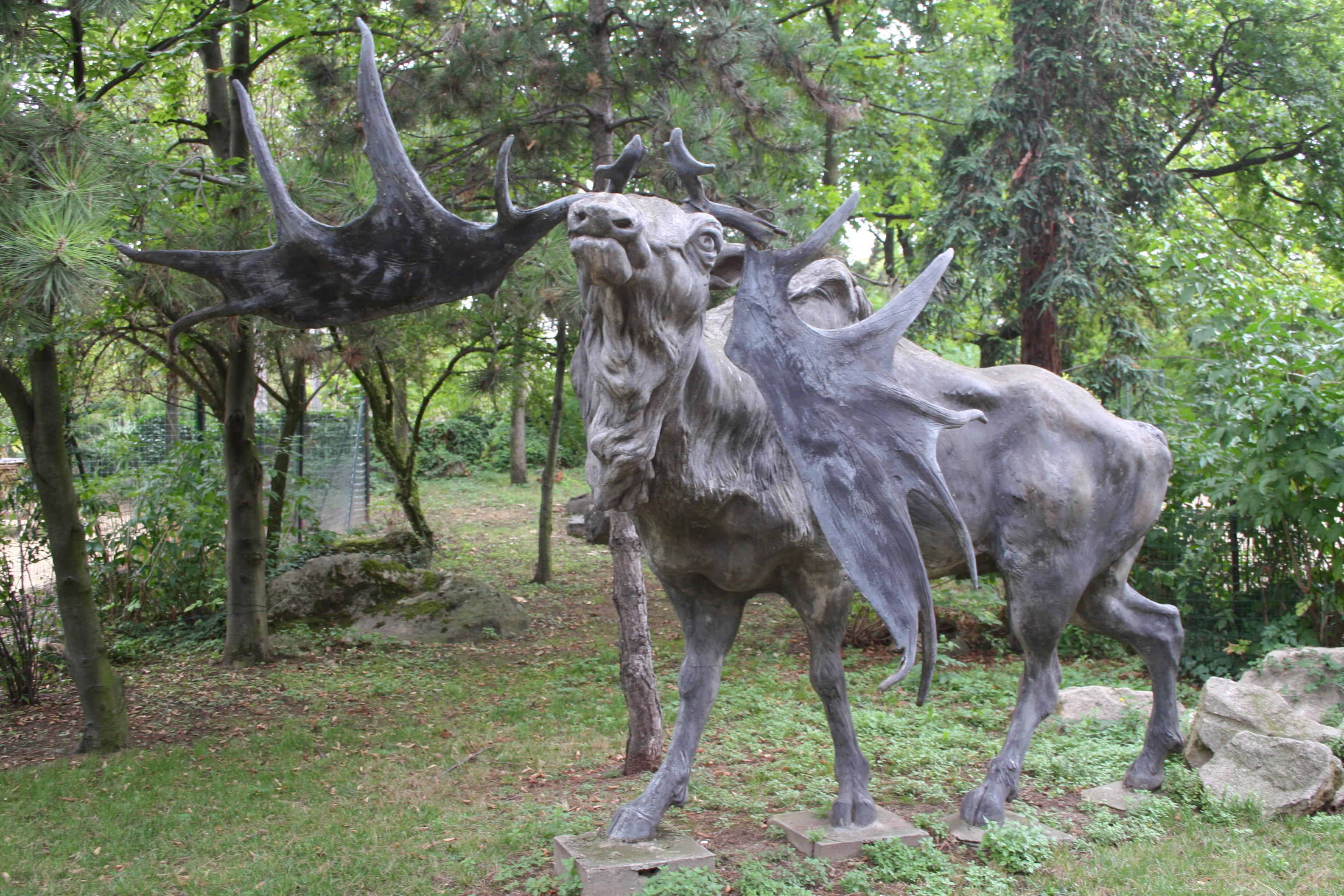
Az óriásszarvas rekonstruált képe alapján készült bronzszobor a párizsi Vincennes Állatkertben

Egy óriásszarvas csontváza megtalálható Münchenben a Müncheni Palaeontológiai Múzeumban. Magyarországon is előkerült csontmaradványa, amelyet állítólag a Lengyel-barlangban talált meg Tasnádi Kubacska András, és amit Jánossy Dénes határozott meg és vizsgált. A lelet a Magyar Természettudományi Múzeum Őslénytárába került. 
A Magyarhoni Földtani Társulat által megszervezett Év Ősmaradványa programban jelölték a 2022-es év ősmaradványának, a Tetractinella nevű brachiopodával és a balatoni kecskekörömmel egyetemben. A közönség általi szavazáson az Óriásszarvas nyerte el a címet.

## Óriásszarvas-agancsok

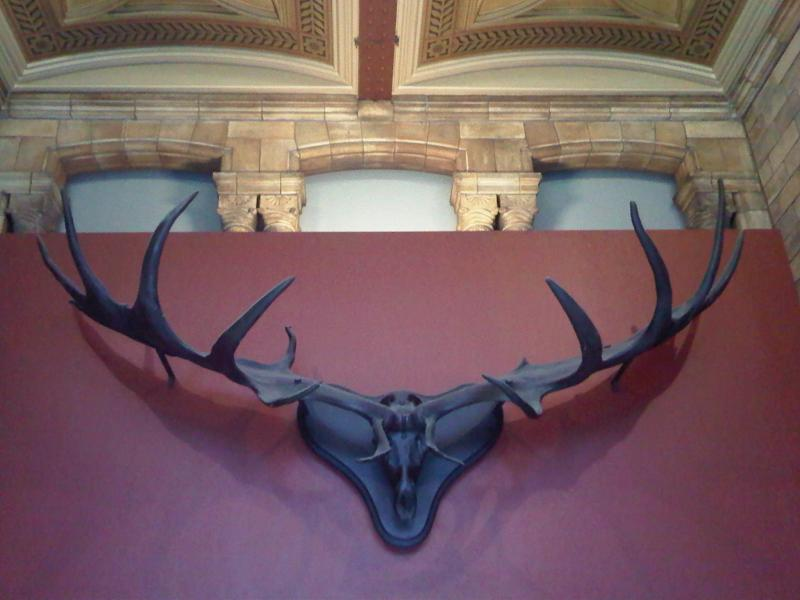
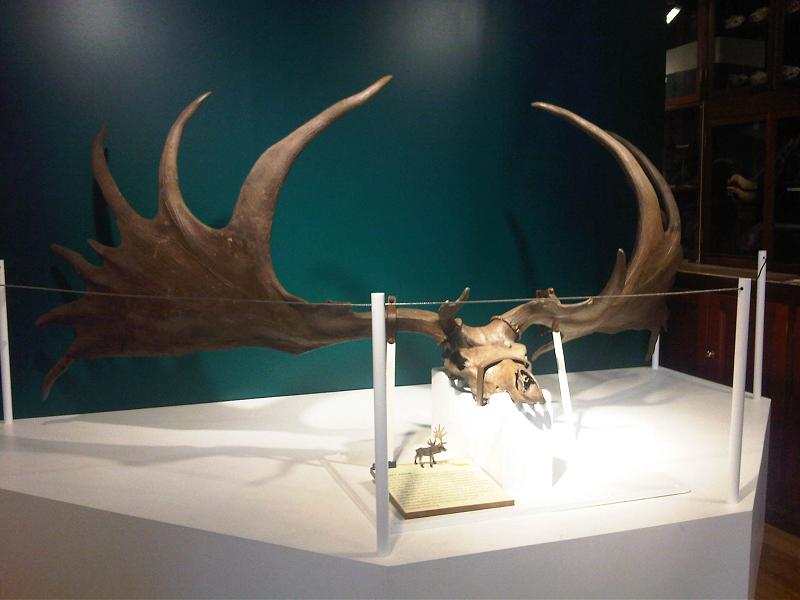
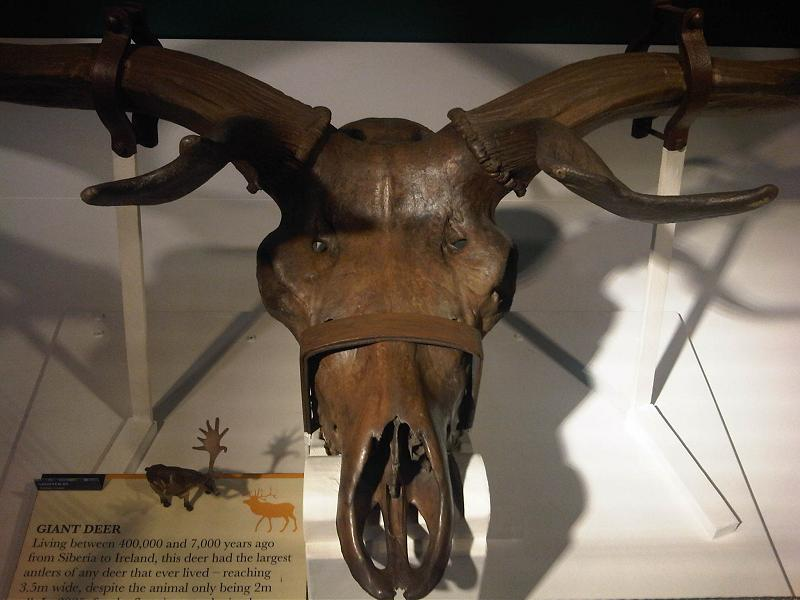